# Marzio Macro
Marzio Macro (in latino: Martius Macer; ... – 69) è stato un militare romano, un propretore della Mesia ed un proconsole dell'Asia che partecipò all'Anno dei quattro imperatori parteggiando per Otone. Gli era stato affidato un consolato, ma questo venne ignorato in quanto sarebbe ricorso dopo il suicidio di Otone e la salita al potere di Vitellio.

## Battaglie nei pressi di Cremona
Poco prima della prima battaglia di Bedriaco, alla quale seguì il suicidio di Otone, Marzio Macro guidò parte dei rinforzi inviati da Roma, fra i quali molti gladiatori, contro le forze di Cecina, generale Vitelliano sceso in Italia per occuparla ed allora di stanza a Cremona, in due battaglie nei pressi della città stessa, lungo il Po.

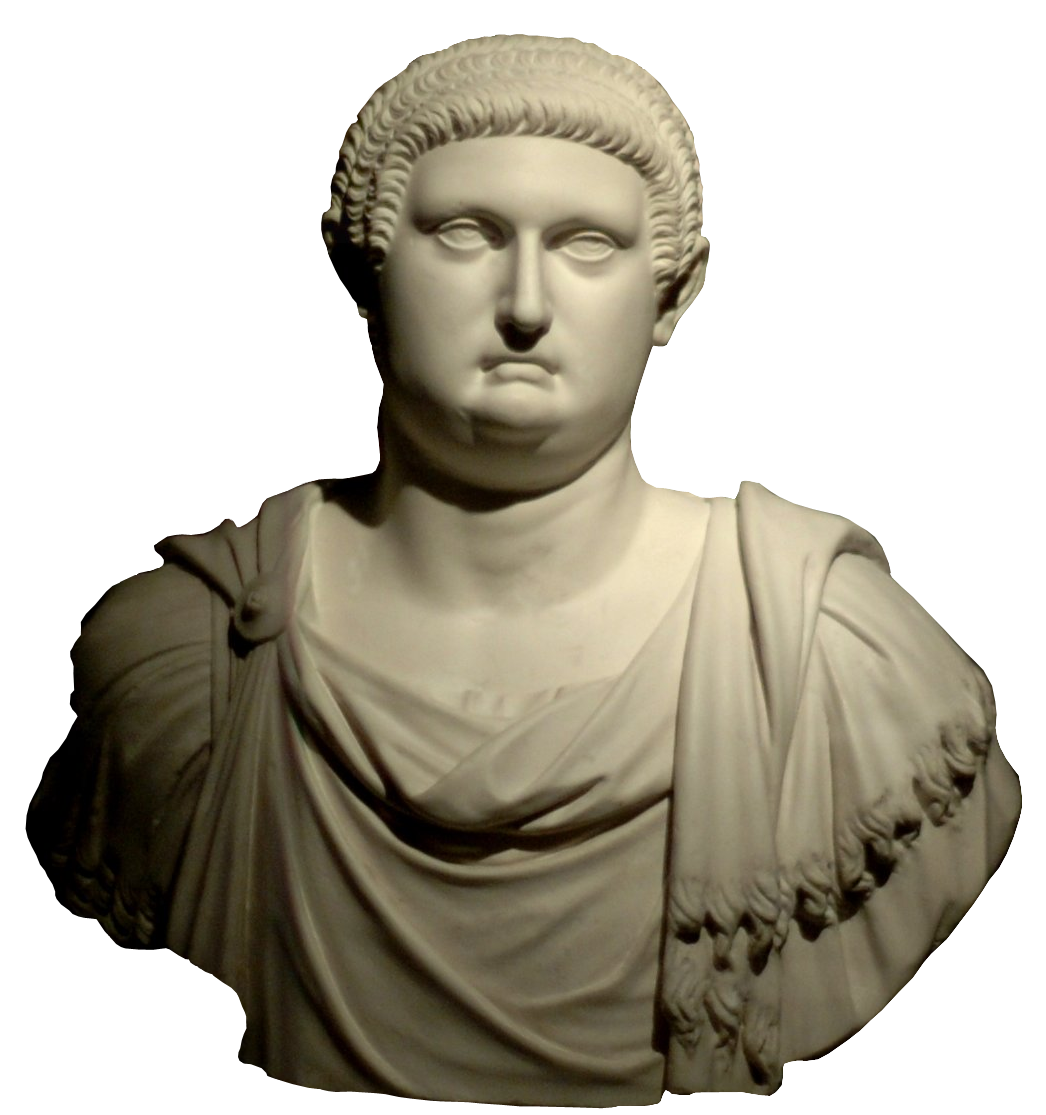
Busto di Otone.

### Prima battaglia
Per prima cosa fece sbarcare improvvisamente dall'altra parte del fiume Po i gladiatori, in modo tale da sorprendere gli ausiliari di Cecina che non si aspettavano un attacco tanto ardito. Approfittando della confusione, Marzio, uomo di animo risoluto, mentre molti fuggivano verso Cremona, uccise con i suoi uomini quelli che opponevano resistenza, per poi ordinare la ritirata affinché i fuggitivi non tornassero con nuovi aiuti e capovolgessero le sorti. Questa manovra parve tuttavia sospetta agli Otoniani con lui, così come erano da loro malviste le manovre degli altri comandanti di Otone.

### Seconda battaglia
In seguito Cecina e Fabio Valente, che a Cremona attendevano tranquillamente che il nemico si lanciasse all'attacco commettendo una qualche stoltezza, fingendo di voler attraversare il Po ed assalire i nemici capeggiati da Macro iniziarono a costruire un ponte di barche, anche per non tenere i soldati nell'inerzia. Chiudeva il ponte una torre, caricata sull'ultima nave con baliste e catapulte per allontanare i nemici, che avevano eretto una torre sulla riva e lanciavano sassi e fiaccole. In mezzo al fiume c'è un'isola che i Batavi occuparono a nuoto, ma Macro, vedendo l'inferiorità numerica nemica sull'isola, caricò i gladiatori su liburniche e li mandò all'attacco. Non avendo però i gladiatori la fermezza propria dei soldati, dalle navi non riuscivano a dirigere i colpi con sicurezza come con i piedi per terra, e, mentre durante varie oscillazioni causate dai più irrequieti i gladiatori si scompigliavano, i Germani di slancio saltavano nei guadi, afferravano le poppe e salivano sulla tolda dei battelli ed affondavano le imbarcazioni. La battaglia terminò con la fuga delle navi superstiti.
Si voleva fra gli Otoniani la morte di Macro, che era già ferito da una lancia, e lo assaltarono con le spade in pugno, per poi essere fermati dai suoi tribuni e centurioni. Vestricio Spurinna fu mandato da Otone in suo supporto, lasciata una piccola guarnigione a Piacenza, mentre Flavio Sabino (da non confondersi con il fratello di Vespasiano, che intanto era prefetto di Roma) succedette al posto di Macro.